# Zuchwały napad
Zuchwały napad (ros. Двойной обгон, Dwojnoj obgon) – radziecki kryminalny film akcji z 1984 roku w reż. Aleksandra Gordona.

## Opis fabuły
ZSRR połowy lat 80. XX w. Ciężarówka przewożąca ładunek skór wysokiej jakości zostaje uprowadzona przez dwóch opryszków – Artieniewa („Żuk”) i Żygajewa („Lońka”). Wraz z pojazdem porwani zostają dwaj jego kierowcy: Wiktor i Iwan, obezwładnieni przez bandytów. Misternie opracowany plan przejęcia drogocennego ładunku przebiega bez zakłóceń do momentu, gdy ciężarówka natrafia na kontrolę przydrożnego posterunku milicji. W jej wyniku para milicjantów, która odkrywa przestępstwo, zostaje zastrzelona przez bezwzględnego Żygajewa – jednego z przestępców. Tropem złodziei podąża kapitan milicji Madżiejew, uprowadzenie przemienia się w pościg za skradzioną ciężarówką. W końcu Madżijew i milicja dopada złodziei oraz oczekujących na ładunek ich mocodawców.

## Obsada aktorska
- Boris Chimiczew – kpt. Madżiejew
- Wadim Michiejenko – szofer Wiktor
- Jurij Nazarow – szofer Iwan
- Vytautas Tomkus – przestępca Artieniew („Żuk”)
- Aleksandr Korszunow – przestępca Żygajew („Lońka”)
- Nikołaj Prokopowicz – szef gangu Mizin
- Wiktor Fokin – Wałajew, właściciel garażu samochodowego
- Jekatierina Tarkowska – Katia, córka Wiktora
- Natalia Guszczyna – milicjantka Natasza
- Gieorgij Martirosian – milicjant Dżafarow
- Szawkat Gazijew – milicjant Mielikow
- Stanisław Michin – milicjant przesłuchujący Wałajewa
- Nikołaj Malikow – milicjant Iwanow
- Lidia Jeżewska – żona Wałajewa
- Irina Litz – kelnrka

i inni.